# 普里維特內 (赫爾松區)
普里維特内（烏克蘭語：Привітне），是烏克蘭南部赫爾松州赫尔松区维诺赫拉多韦市镇内的村落。始建於1940年，面積7.5平方公里，海拔高度15米，2001年人口479，人口密度每平方公里63.9人。